# 貝爾維鎮區 (密西根州)
貝爾維鎮區（英語：Bellevue Township）是位於美國密西根州伊頓縣的一個行政鎮區。

## 地方資料
貝爾維鎮區的面積為94.70平方千米，當中陸地面積為94.20平方千米，而水域面積為0.50平方千米。根據2020年美國人口普查的數據，當地共有人口3200人，而人口密度為每平方千米33.79人。